# رأس حدربة
قرية رأس حدربة هي إحدى القرى التابعة لمدينة حلايب في محافظة البحر الأحمر في جمهورية مصر العربية. حسب إحصاءات سنة 2018، بلغ إجمالي السكان في رأس حدربة 463 نسمة، منهم 259 رجل و 204 امرأة  و تعتبر أقصى قرية مصرية شرقا ًو جنوباً.